# Microempresa (Brasil)
Microempresa (acrônimo ME) é uma figura jurídica do Brasil, um pequeno negócio que tem como principais características: o rendimento bruto anual de até R$360 mil, opção de escolha entre os regimes tributários e contratação de até 19 funcionários.

## Características
Cabe observar que nem toda microempresa pode optar pelo Simples Nacional. Não pode optar a microempresa:
- de cujo capital participe outra pessoa jurídica;
- que seja filial, sucursal, agência ou representação, no País, de pessoa jurídica com sede no exterior;
- constituída sob a forma de cooperativas, salvo as de consumo;
- que participe do capital de outra pessoa jurídica;
- que exerça atividade de banco comercial, de investimentos e de desenvolvimento, de caixa econômica, de sociedade de crédito, financiamento e investimento ou de crédito imobiliário, de corretora ou de distribuidora de títulos, valores mobiliários e câmbio, de empresa de arrendamento mercantil, de seguros privados e de capitalização ou de previdência complementar;
- resultante ou remanescente de cisão ou qualquer outra forma de desmembramento de pessoa jurídica que tenha ocorrido em um dos cinco anos-calendário anteriores;
- constituída sob a forma de sociedade por ações.

As microempresas (ME) e as empresas de pequeno porte (EPP) podem optar pelo Sistema Integrado de Pagamento de Impostos e Contribuições das Microempresas e das Empresas de Pequeno Porte, conhecido como Simples Nacional, instituído em 1997 pela lei nº 9.317, de 1996. Na atualidade, a matéria é regulada pela lei complementar 123, de 14 de dezembro de 2006.
Na atual legislação, microempresa (ME) é a sociedade empresária, a sociedade simples, a empresa individual de responsabilidade limitada ou o empresário, que aufira, em cada ano-calendário, receita bruta igual ou inferior a R$360.000,00. Já a empresa de pequeno porte (EPP) é aquela que aufira, em cada ano-calendário, receita bruta superior a R$ 360.000,00  e igual ou inferior a R$ 4.800.000,00.
O Simples consiste, basicamente, em permitir que as empresas optantes recolham os tributos e contribuições devidos, calculados sobre a receita bruta, mediante a aplicação de alíquota única, em um único documento de arrecadação, chamado DAS-SIMPLES.

## Tributação
O atual sistema inclui necessariamente os seguintes tributos:
- Imposto sobre a Renda da Pessoa Jurídica - IRPJ;
- Imposto sobre Produtos Industrializados – IPI;
- Contribuição Social sobre o Lucro Líquido - CSLL;
- Contribuição para o Financiamento da Seguridade Social – COFINS;
- Contribuição para o PIS/PASEP;
- Contribuição Patronal Previdenciária – CPP;
- Imposto sobre Operações Relativas à Circulação de Mercadorias e Sobre Prestações de Serviços de Transporte Interestadual e Intermunicipal e de Comunicação - ICMS;
- Imposto sobre Serviços de Qualquer Natureza - ISS.

A lei concede a simplificação de documentação, a diretriz da fiscalização como orientação e o estabelecimento de privilégios em compras públicas como: licitação exclusiva para microempresas e empresas de pequeno porte e um regime especial de empate ficto, que, após a fase competitiva, permite que a ME ou EPP realize novo lance, aumentando a chance de vitória destas empresas em relação às demais.

## Estatísticas
Segundo do DataSebrae, em 2021, o número de microempresas brasileiras é de mais de seis milhoes (6.586.497), sendo a maioria delas no estado de São Paulo (1,8 milhões de microempresas), a maioria no setor de serviços (comércio varejista no setor de vestuário e acessórios).